# Филип Адамс
Филип Адамс (на френски: Philippe Adams) е бивш пилот от Формула 1. Дебютира през 1994 година за тима на Лотус. Роден е на 19 ноември 1969 г. в Мускрон, Белгия.

## Формула 1
Дебюта му във Формула 1 е следствие на доброто му представяне във Формула 3 шампионата за 1992 година и 1993 година в Британската Формула 2, където става шампион.